# Edward Hyde, 1. Earl of Clarendon

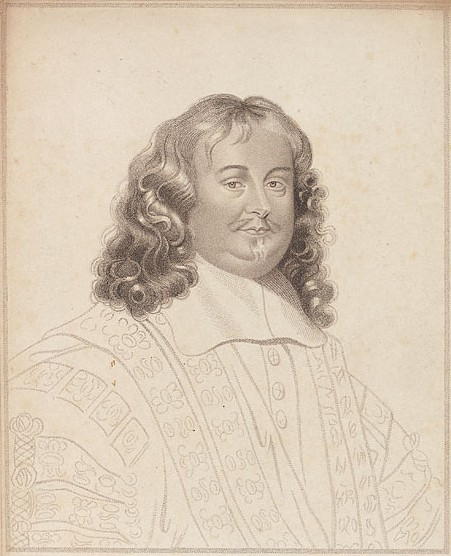
Edward Hyde, 1. Earl of Clarendon

Edward Hyde, 1. Earl of Clarendon, (* 18. Februar 1609 in Dinton bei Salisbury; † 9. Dezember 1674 in Rouen) war ein englischer Staatsmann und Historiker.

## Leben
Hyde schloss 1626 sein Studium am Magdalen College der Universität Oxford ab und wurde 1633 am Middle Temple als Barrister zugelassen. Im April 1640 wurde er parallel sowohl vom Borough Shaftesbury in Dorset und vom Borough Wootton Bassett in Wiltshire als Unterhausabgeordneter zum Kurzen Parlament gewählt, er nahm dort den Sitz für Wootton Bassett ein. Im November 1640 wurde er als Unterhausabgeordneter für das Borough Saltash in Cornwall zum Langen Parlament gewählt und hatte dieses Mandat bis 1642 inne. Während des Englischen Bürgerkriegs stand Hyde auf der Seite der Royalisten. Im Februar 1643 wurde er Mitglied des Geheimen Rats des Kronprinzen, des späteren Karl II. von England. Nach der Hinrichtung Karl I. 1649 leitete Hyde die Exilregierung Karls II. Als dieser 1660 aus dem Exil zurückkehrte, wurde Hyde zunächst zum Schatzkanzler, dann zum Lordkanzler ernannt und bestimmte die englische Politik während der ersten Jahre der Stuart-Restauration wesentlich mit. Seine Tochter Anne Hyde war mit dem Thronfolger Jakob verheiratet. Am 3. November 1660 wurde er als Baron Hyde zum erblichen Peer geadelt und wurde dadurch Mitglied des Oberhauses. Am 20. April 1661 wurde er zudem zum Earl of Clarendon und Viscount Cornbury erhoben. Mit dem Parlament kam es zu scharfen Auseinandersetzungen, als er dessen Recht zur Kontrolle der Staatsfinanzen einschränken wollte und dem König zu einer Auflösung des Unterhauses riet. 1667 wurde er aller öffentlichen Ämtern enthoben und auf Antrag des Unterhauses des Hochverrats angeklagt; die Klage wurde jedoch vom Oberhaus abgewiesen, dennoch floh er daraufhin nach Frankreich. Seine letzten Lebensjahre widmete er dem Verfassen historischer Werke. Sein Hauptwerk gilt als wichtigste zeitgenössische Quelle über den Englischen Bürgerkrieg.

## Ehen und Nachkommen
In erster Ehe heiratete er 1629 Anne Ayliffe († 1630), Tochter des Sir George Ayliffe, Gutsherr von Gretenham in Wiltshire. Die Ehe blieb kinderlos.
1634 heiratete er in zweiter Ehe Frances Aylesbury (1617–1667), Erbtochter des Sir Thomas Aylesbury, 1. Baronet. Mit ihr hatte er vier Söhne und zwei Töchter:
- Henry Hyde, 2. Earl of Clarendon (1638–1709);
- Laurence Hyde, 1. Earl of Rochester (1642–1711);
- Hon. Edward Hyde (* 1645, starb jung)
- Hon. James Hyde (1650–1682)
- Lady Anne Hyde (1637–1671), ⚭ 1659 König Jakob II.; Mutter der englischen Königinnen Maria II. und Anne;
- Lady Frances Hyde (* 1658), ⚭ Sir Thomas Knightley, Gutsherr von Hartingfordbury in Hertfordshire, Vice-Treasurer of Ireland.

## Schriften
- The History of the Rebellion and Civil Wars in England Begun in the Year 1641. Oxford University Press, Oxford / New York 1992, ISBN 0-19-820372-1 (Reprint der 1888 von W. Dunn Macray herausgegebenen Ausgabe).
- A brief view and survey of the Dangerous and pernicious Errors to Church and State, In Mr. Hobbes's Book Entitled Leviathan. Printed at the Theater, Oxford 1676, (posthum veröffentlicht)